# Fidákia
Fidákia, en grec moderne : Φιδάκια, est un village du dème de Karpenísi, dans le district régional de l'Eurytanie, en Grèce-Centrale.
Selon le recensement de 2011, la population du village s'élève à 27 habitants.